# Abetarda-de-poupa
Sisão-de-poupa-vermelha, abetarda-de-poupa-austral, abetarda-de-poupa ou sisão-de crista-vermelha (Lophotis ruficrista) é uma espécie de ave da família Otididae.
Pode ser encontrada nos seguintes países: Angola, Botswana, Moçambique, Namíbia, África do Sul, Essuatíni, Zâmbia e Zimbabwe.